# Niue High School Oval
Niue High School Oval – wielofunkcyjny stadion w Alofi na Niue. Jest obecnie używany głównie dla meczów piłki nożnej oraz zawodów lekkoatletycznych. Swoje mecze rozgrywają na nim reprezentacja Niue w piłce nożnej oraz drużyny piłkarskie Alofi FC i Ava FC. Stadion może pomieścić 1000 osób. Stadion mieści się na małym obszarze zlokalizowanym w Niue, znanym jako Paliati. Jest znany jako "Niue Oval High School", ponieważ znajduje się na terenie University of The South Pacific w Niue.